# Nintendo Research & Development 1
Nintendo Research and Development 1 (任天堂開発第一部?) (R&D1) var Nintendos äldsta utvecklingslag. De skapande sammanföll med Nintendos inträde i tv-spelindustrin, och den ursprungliga R&D1 leddes av Gunpei Yokoi. Utvecklaren har skapat flera noterbara Nintendo-serier som Metroid, Tetris, Mario Bros. och Donkey Kong.